# Українці Анголи
Українці Анголи — особи з українським громадянством або національністю, які перебувають на території Анголи. Задля збереження рідної мови та культури створено ініціативну групу, що співпрацює з Посольством України в Республіці Ангола.

## Історія
Перші українці з'явилися в Анголі після здобуття країною незалежності. Це було військові фахівці, лікарі та інженери. Втім значну частину складали військовіки. У 2012 році було створено ветеранську організацію «Союз ветеранів Анголи»
Втім з початку 1980-х років в Анголі збільшувалася також українська цивільна діаспора. З розпадом Радянського Союзу у 1991 році в країну стали прибувати лікарі, менеджери, інженери, викладачі. Більшість з них перебувала в столиці — Луанді. Втім вони не зуміли створили власну організацію українців. Разом з тим значно допомогли при розбудові Посольства України.
Натепер важко встановити кількість українців, що мешкають в Анголі, оскільки Посольство представлено лише радником. Такий стан речей не сприяє об'єднанню діаспори, оскільки українцям Анголи важко підтримувати зв'язок з Україною.
Також тут є певний прошарок осіб з України, що тимчасово мешкають. Вони зокрема працюють в рамках програми «Лікарі без кордонів», а також менеджери місцевих підтримєств, потрібність в яких зросла з піднесення економіки країни. Частина українців-бізнесменів є членами ділової ради «Україна-Ангола».
Крім того, члени української громади беруть участь у організації та проведенні загальнодержавних виборів в Українці на закордонній дільниці в Анголі. Ініціативна група діє навколо викладачів та лікарів Луанди.

### Відомі діаспоряни
- Григорій Шавловський, завідувач катедри судової медицини юридичного факультету Університету імені Аґоштінью Нету, судово-медичний експерт Дирекції кримінальних розслідувань поліцейських військ МВС Республіки Ангола.
- Олександр Гарбуз, викладач Університету імені Аґоштінью Нету
- Григорій Москалик, лікар-хірург